# Carlos Martín Fajardo
Carlos Martín Fajardo (* 16. Januar 1914 in Chiquinquirá; † 2008 in Tarragona) war ein kolumbianischer Dichter, Romanist und Hispanist, der in den Niederlanden wirkte.

## Leben und Werk
Carlos Martín Fajardo (bekannt als Carlos Martín) war Gymnasialdirektor in Zipaquirá, wo Gabriel García Márquez von 1942 bis 1946 zu seinen Schülern zählte. Zusammen mit Jorge Rojas und anderen gehörte er der Dichtergruppe „Piedra y Cielo“ an. 
Er studierte an der Päpstlichen Universität Xaveriana und wurde 1947 rechtswissenschaftlich promoviert mit der Arbeit Introducción al estudio de las obligaciones naturales. 
Martín war ab 1961 Lektor (Dozent) und von 1980 bis zu seiner Emeritierung 1982 ordentlicher Professor für Hispanoamerikanische Literatur an der Universität Utrecht. Er war 15 Jahre lang Literaturkritiker in einer niederländischen Radiosendung.
Martín war korrespondierendes Mitglied der Academia Venezolana de la Lengua, deren "Premio Lucila Palacios" er erhalten hatte. Er war Träger des Preises Aurelio Arturo.

## Werke

### Der Dichter
- Territorio amoroso, Bogotá 1939, 1989
- Epitafio de Piedra y cielo y otros poemas, Bogotá 1940, 1984
- La sombra de los días, 1952, 1998
- (mit Jorge Rojas) Cuadernos de piedra y cielo, Bogotá 1972
- Es la hora, Madrid 1972
- Hacia el último asombro, Bogotá 1991
- Perdurable fulgor, Bogotá 1992
- Vida en amor y poesía. Suma poética, Santafé de Bogotá 1995 (611 Seiten)

### Der Romanist
- Piedra y cielo en la poesía Hispanoamericana, Den Haag 1962
- América en Rubén Darío. Aproximación al concepto de la literatura hispanoamericana, Madrid 1972
- Hispanoamérica. Mito y surrealismo, Bogotá 1986
- Tomás Vargas Osorio [1908–1941], Bogotà 1990
- Otto Morales Benítez. Algunos aspectos, maravillas y coincidencias,  Santafé de Bogotá 1995